# Ben Lapps
Ben Lapps é um violonista canadense.

## Biografia
Já tocou em vários festivais, como Mason Heritage Festival (2009 e 2010) Children's Charity Classic Cabaret (2010 e 2011),  Cincinnati’s Midpoint Music Festival (2009, 2010 e 2011), Philadelphia' Elsefest (2012), dentre outros.
Em 2008, ele foi o mais jovem participante do International Fingerstyle Guitar Championships, e em 2010 do Canadian Guitar Championships.

### Discografia
- 2009 - The New Color[2]
- 2010 - See, The Sky[3]
- 2014 - Stormalong[2]

### Prêmios e Indicações
| Ano  | Prêmio                                | Categoria                     | Resultado | Ref.  |
| ---- | ------------------------------------- | ----------------------------- | --------- | ----- |
| 2011 | Ohio Arts Presenters Network's (OAPN) | Young Artist Initiative Award | Venceu    | [ 4 ] |